# Pont Neuf (Métro Paris)

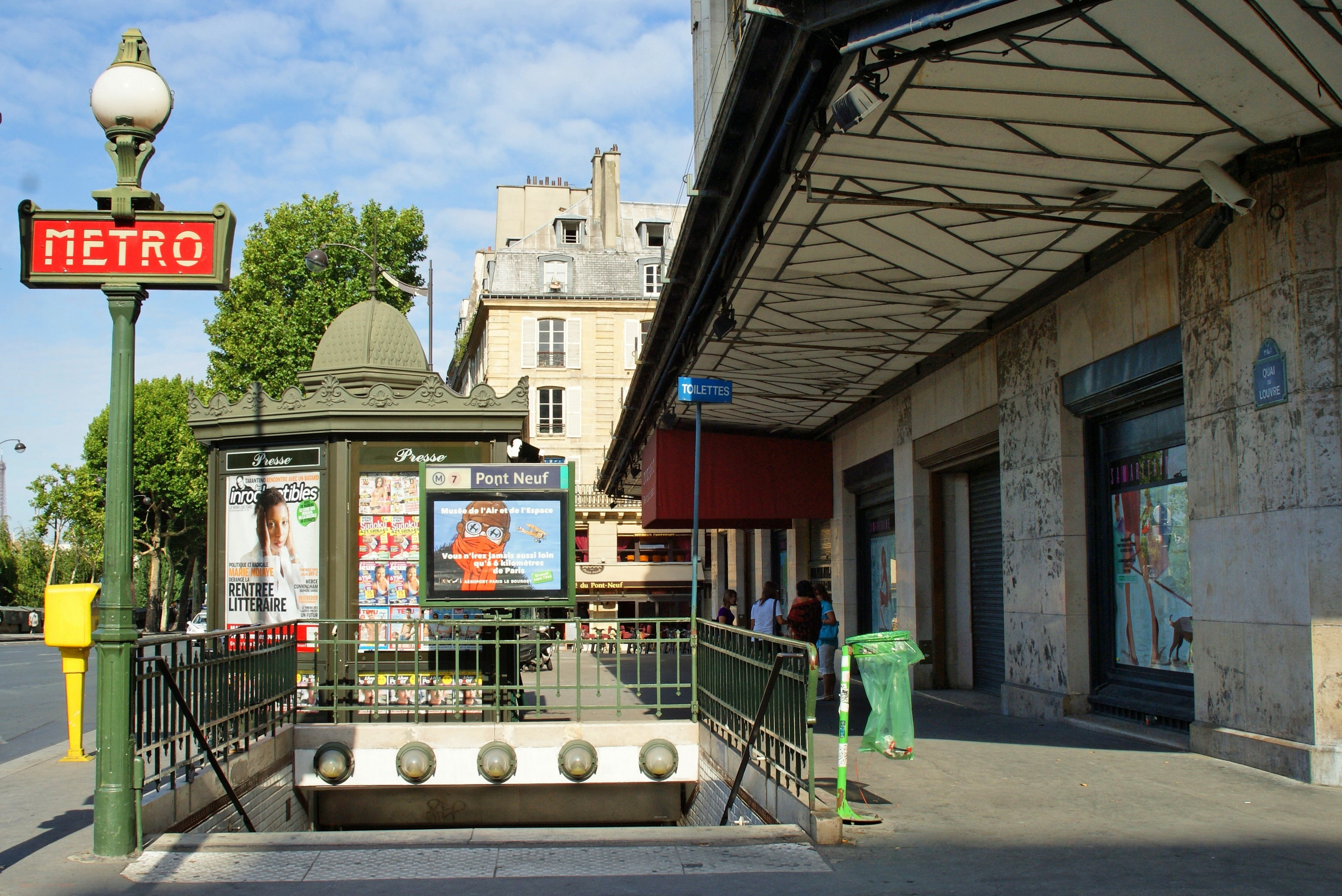
Ausgang mit Dervaux-Kandelaber

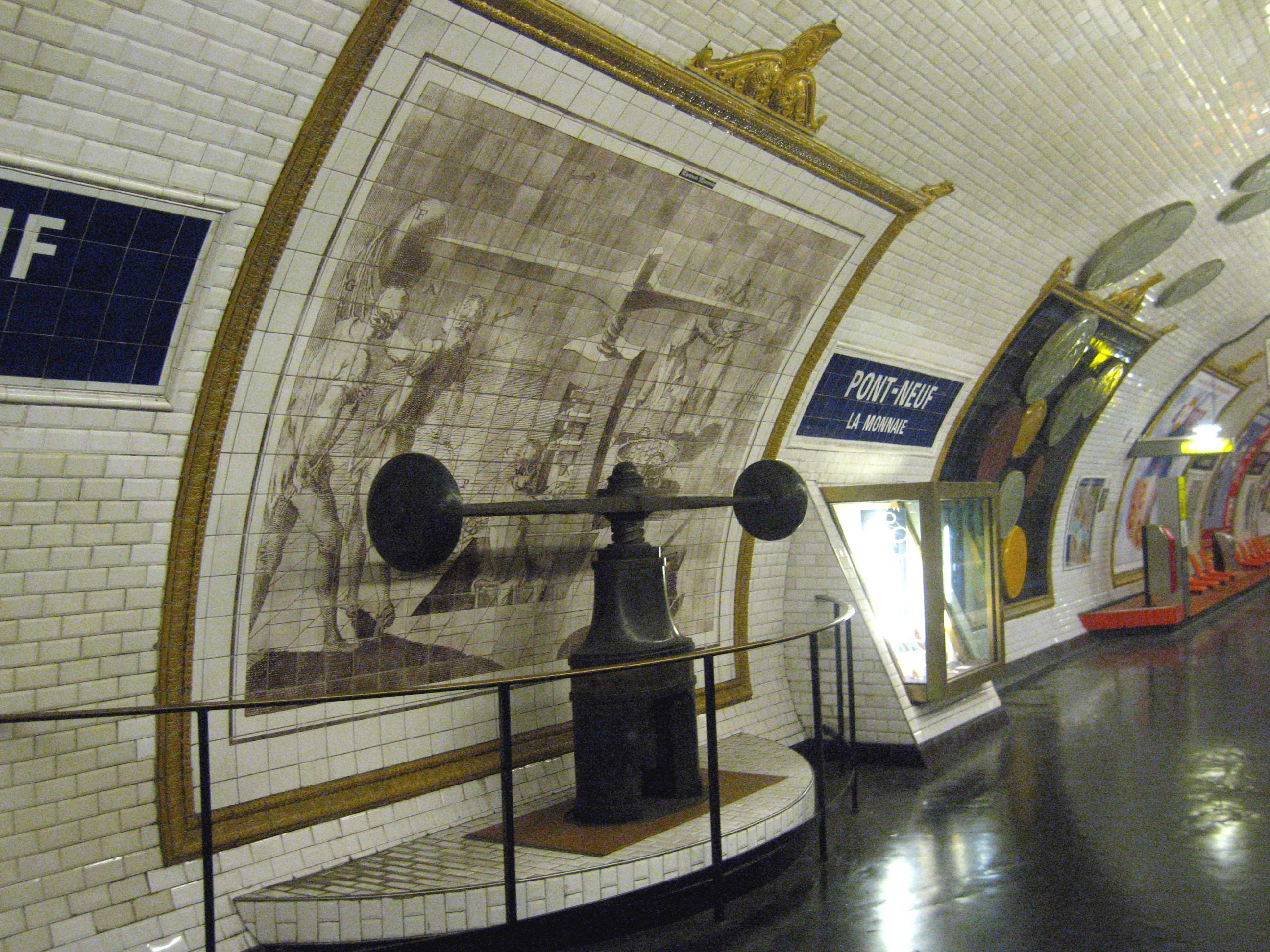
Ausstellungsstücke auf einem Bahnsteig

Der U-Bahnhof Pont Neuf [pɔ̃ nœf] ist eine unterirdische Station der Linie 7 der Pariser Métro.

## Lage
Die Station befindet sich im Quartier Saint-Germain-l’Auxerrois des 1. Arrondissements von Paris. Sie liegt längs unter dem Quai du Louvre in Höhe der Seinebrücke Pont Neuf.

## Name
Der Name der Station leitet sich von der nahen gleichnamigen Brücke ab, die über die Île de la Cité hinweg die beiden Flussufer verbindet. Der 1518 begonnene und Anfang des 17. Jahrhunderts vollendete Pont Neuf war die erste Brücke der Stadt, auf der keine Häuser errichtet wurden.
Die Station trägt den Namenszusatz „La Monnaie“. Er bezieht sich auf die räumliche Nähe zur staatlichen Münzprägeanstalt Monnaie de Paris.

## Geschichte und Beschreibung
Der Bau des Streckenabschnitts von Palais Royal (seit 1989: Palais Royal – Musée du Louvre) bis Pont Marie wurde im März 1910 beschlossen. Am 16. April 1926 wurde er mit der Zwischenstation Pont Neuf in Betrieb genommen.
Die 75 m lange Station weist unter einem elliptischen, weiß gefliesten Gewölbe Seitenbahnsteige an zwei parallelen Streckengleisen auf. Die Seitenwände folgen der Krümmung der Ellipse. Auf den Bahnsteigen und ehemaligen Werbeflächen weisen Ausstellungsstücke und Bilder auf die nahe Münzprägeanstalt hin.
Drei Ausgänge führen am südöstlichen Stationsende beiderseits des Quai du Louvre und am Pont Neuf zum Straßenniveau. Zwei davon sind durch von Adolphe Dervaux im Stil des Art déco entworfene Kandelaber markiert.

## Fahrzeuge
1971 wurden die jahrzehntelang dort verkehrenden Sprague-Thomson-Züge von solchen der Baureihe MF 67 abgelöst. 1979 kamen die ersten Fahrzeuge der Baureihe MF 77 auf die Strecke und ersetzten die Vorgänger bald vollständig.

## Umgebung
Das ehemalige Kaufhaus La Samaritaine und die Conciergerie liegen in unmittelbarer Nähe der Station. An den flussseitigen Straßenseiten des Straßenzugs Quai du Louvre – Quai de la Mégisserie haben Bouquinistes ihre Bücherstände.